# Anthene irumu
Anthene  irumu is een vlinder uit de familie van de Lycaenidae. De wetenschappelijke naam van de soort is voor het eerst gepubliceerd in 1948 door Henri Stempffer.
De soort komt voor in Guinee-Bissau, Guinee, Sierra Leone, Liberia, Ivoorkust, Ghana, Togo, Nigeria, Kameroen, Gabon, Congo-Brazzaville, Centraal Afrikaanse Republiek, Congo-Kinshasa, Oeganda,  Tanzania, Zambia en Zimbabwe.